# 数理地理
数学地理，又称天文地理，数理地理，是研究地理与天文关系事项的学科。
内容包括地球的形状、构造、组成、运动规律及其地理意义、起源和演化，日地关系、地月关系以及地球所处的宇宙环境。如地球的形态大小、日月星辰的运转，昼夜寒暑的变化、经纬线的分布，黄赤道五带的区画，皆属於这范围。